# Costantino I di Gallura
Costantino I (fl. XI secolo) è stato un Giudice di Gallura  all'incirca tra il 1065 ed il 1100.

## Biografia
Egli probabilmente era un membro della nobile famiglia Della Gherardesca, originaria della Repubblica di Pisa, sottolineando ulteriormente i forti legami del giudicato con la città toscana.
Costantino appoggiò la riforma gregoriana della Chiesa, promossa in Sardegna dall'arcidiocesi di Pisa e ci resta un documento che riguarda questi legami: nel 1073 il Papa Gregorio VII gli inviò una missiva con la quale riaffermava tra l'altro la supremazia pontificia sui quattro giudicati sardi.
Secondo una leggenda Costantino fu il padre di Francesca Chica, che sposò Enrico di Cinarca, potente nobiluomo della Corsica.